# Nîjnea Bilka, Pustomîtî
Nîjnea Bilka (în ucraineană Нижня Білка) este un sat în comuna Verhnea Bilka din raionul Pustomîtî, regiunea Liov, Ucraina.

## Demografie
Componența lingvistică a localității Nîjnea Bilka
     Ucraineană (99,01%)
     Alte limbi (0,99%)
Conform recensământului din 2001, majoritatea populației localității Nîjnea Bilka era vorbitoare de ucraineană (99,01%), existând în minoritate și vorbitori de alte limbi.